# Тілло (острів)
Острів Тілло (рос. О́стров Ти́лло) — острів архіпелагу Земля Франца-Йосифа. Адміністративно відноситься до Приморського району Архангельської області Росії.

## Розташування
Розташований у південно-східній частині архіпелагу за 4 кілометри на південь від острова Земля Вільчека в групі з чотирьох довколишніх малих островів, крім нього — острів Дерев'яний, Дауес і Мак-Культа.

## Опис
Має витягнуту форму довжиною близько 500 метрів. Значних височин на острові немає, територія повністю вільна від льоду.
Названий на честь російського географа, картографа і геодезиста, генерал-лейтенанта Олексія Тілло.

## Топографічні карти
Аркуш карти U-41-XXXI,XXXII,XXXIII Земля Вильчека. Масштаб: 1 : 200 000. Видання 1965 р. (рос.)